# Judo aux Jeux européens de 2015
Navigation
Édition suivante
Le judo aux Jeux européens de 2015 a lieu au Complexe sportif et d'exposition Heydar Aliyev, à Bakou, en Azerbaïdjan, du 25 au 28 juin 2015. 16 épreuves sont au programme. À la suite de l'annulation des championnats d'Europe de judo prévus à Glasgow, ces épreuves font également office de championnat continental pour cette année.

## Médaillés individuels

### Hommes
| Épreuves                          | Or                     | Argent              | Bronze                                 |
| --------------------------------- | ---------------------- | ------------------- | -------------------------------------- |
| Moins de 60 kg poids super-légers | Beslan Mudranov        | Orkhan Safarov      | Ludovic Chammartin Amiran Papinashvili |
| Moins de 66 kg poids mi-légers    | Kamal Khan-Magomedov   | Loïc Korval         | Mikhail Pulyaev Sebastian Seidl        |
| Moins de 73 kg poids légers       | Sagi Muki              | Nugzar Tatalashvili | Rok Draksic Dirk Van Tichelt           |
| Moins de 81 kg poids mi-moyens    | Avtandil Tchrikishvili | Ivan Nifontov       | Loïc Pietri Alexander Wieczerzak       |
| Moins de 90 kg poids moyens       | Kirill Denisov         | Varlam Liparteliani | Ilias Iliadis Guillaume Elmont         |
| Moins de 100 kg poids mi-lourds   | Henk Grol              | Lukáš Krpálek       | Toma Nikiforov Cyrille Maret           |
| Plus de 100 kg poids lourds       | Adam Okruashvili       | Or Sasson           | Renat Saidov Iakiv Khammo              |
| Malvoyants Plus de 90 kg          | Ilham Zakiyev          | Oleksandr Pomimov   | Zakir Mislimov Aleksandr Parasiuk      |

### Femmes
| Épreuves                          | Or                 | Argent             | Bronze                                       |
| --------------------------------- | ------------------ | ------------------ | -------------------------------------------- |
| Moins de 48 kg poids super-légers | Charline Van Snick | Ebru Şahin         | Irina Dolgova Éva Csernoviczki               |
| Moins de 52 kg poids mi-légers    | Andreea Chitu      | Annabelle Euranie  | Mareen Kraeh Natalia Kuziutina               |
| Moins de 57 kg poids légers       | Telma Monteiro     | Hedvig Karakas     | Automne Pavia                                |
| Moins de 63 kg poids mi-moyens    | Martyna Trajdos    | Tina Trstenjak     | Clarisse Agbegnenou Yarden Gerbi             |
| Moins de 70 kg poids moyens       | Kim Polling        | Laura Vargas Koch  | Szaundra Diedrich Bernadette Graf            |
| Moins de 78 kg poids mi-lourds    | Marhinde Verkerk   | Luise Malzahn      | Anamari Klementina Velensek Guusje Steenhuis |
| Plus de 78 kg poids lourds        | Émilie Andéol      | Jasmin Külbs       | Belkis Kaya Svitlana Iaromka                 |
| Malvoyants Moins de 57 kg         | Inna Cherniak      | Sabina Abdullayeva | Ramona Brussig Nataliya Nikolaychyk          |

## Médaillés par équipes
| Épreuves | Or | Argent | Bronze |
| -------- | --- | --- | --- |
| Hommes   | France Pierre Duprat Alexandre Iddir Loic Korval David Larose Cyrille Maret Loïc Pietri Florent Urani                                  | Géorgie Beka Gviniashvili Varlam Liparteliani Ushangi Margiani Levani Matiashvili Adam Okruashvili Amiran Papinashvili Lasha Shavdatuashvili Nugzar Tatalashvili Avtandil Tchrikishvili | Russie Kirill Denisov Denis Iartcev Kamal Khan-Magomedov Alan Khubetsov Ivan Nifontov Mikhail Pulyaev Renat Saidov Kirill Voprosov Ukraine Serhiy Drebot Vitalii Dudchyk Oleksandr Gordiienko Iakiv Khammo Artem Khomula Quedjau Nhabali Vadym Synyavsky Georgii Zantaraia |
| Femmes   | France Clarisse Agbegnenou Émilie Andéol Laetitia Blot Gévrise Émane Annabelle Euranie Marie-Ève Gahié Madeleine Malonga Automne Pavia | Allemagne Szaundra Diedrich Franziska Konitz Mareen Kräh Luise Malzahn Miryam Roper Martyna Trajdos Laura Vargas Koch Viola Wächter                                                     | Slovénie Klara Apotekar Vlora Bedeti Nina Milošević Petra Nareks Anka Pogačnik Tina Trstenjak Anamari Velenšek Kristina Vršič Italie Giulia Cantoni Assunta Galeone Odette Giuffrida Edwige Gwend Elisa Marchio Valentina Moscatt Giulia Quintavalle                       |

## Tableau des médailles individuelles
| Rang  | Nation             | Or | Argent | Bronze | Total |
| ----- | ------------------ | -- | ------ | ------ | ----- |
| 1     | Russie             | 3  | 1      | 5      | 9     |
| 2     | Pays-Bas           | 3  | 0      | 2      | 5     |
| 3     | Géorgie            | 2  | 2      | 1      | 5     |
| 4     | Allemagne          | 1  | 4      | 6      | 10    |
| 5     | France             | 1  | 2      | 3      | 6     |
| 6     | Azerbaïdjan        | 1  | 2      | 1      | 4     |
| 7     | Ukraine            | 1  | 1      | 3      | 5     |
| 8     | Israël             | 1  | 1      | 1      | 3     |
| 9     | Belgique           | 1  | 0      | 2      | 3     |
| 10    | Roumanie           | 1  | 0      | 0      | 1     |
| -     | Portugal           | 1  | 0      | 0      | 1     |
| 12    | Slovénie           | 0  | 1      | 2      | 3     |
| 13    | Hongrie            | 0  | 1      | 1      | 2     |
| -     | Turquie            | 0  | 1      | 1      | 2     |
| 15    | République tchèque | 0  | 1      | 0      | 1     |
| 16    | Autriche           | 0  | 0      | 1      | 1     |
| -     | Suisse             | 0  | 0      | 1      | 1     |
| -     | Grèce              | 0  | 0      | 1      | 1     |
| -     | Italie             | 0  | 0      | 1      | 1     |
| Total | Total              | 16 | 16     | 32     | 64    |